# Батталья, Доди
Доди Баталья (итал. Dodi Battaglia; род. 1 июня 1951, Болонья) — итальянский композитор, певец и гитарист. Автор части музыки группы «Pooh». Считается одним из лучших гитаристов мира, имеет многочисленные и престижные награды.

## Биография
Донато Баталья родился 1 июня 1951 в Болонье в квартале Маццини в семье музыкантов: дедушка играл на мандолине и фортепиано, дядя был гитаристом, а отец играл на скрипке. В возрасте пяти лет начинает учиться игре на аккордеоне в музыкальной школе, которую посещает до двенадцати лет. Благодаря начальным студиям, которые дали ему базу для развития музыкального чувства, он в короткий срок овладевает игрой на гитаре. Начав посещать музыкальные клубы Болонье, получает возможность стать участником нескольких групп: «I Rigidi», «Meteors» и «I judas».
В 1968 году, благодаря другу Валерио Негрини получает приглашение войти в состав «Pooh». Доди едва минуло семнадцать лет и принадлежать к самому популярному группы своего города, особенно после успеха альбома «Piccola Katy», было для него большим утешением. Испытательный период в «Pooh» длился неделю и проходил дома у Риккардо Фольи. Доди вошёл в группу вместо Марио Горетти, именно во время записи вокальных партий сингла 1968 года «Buonanotte Penny».
Баталья становится вторым автором музыки группы и главным голосом таких первых хитов как «Tanta voglia di lei» (1971), «Noi due nel mondo e nell'anima» (1972) и «Infiniti noi» (1973).
Впоследствии возникает несогласие с Рикардо Фольи, который в 1972 году оставляет ансамбль ради собственной сольной карьеры, освобождая этим пространство для вокала Баттальи. С диска «Alessandra» (песня и альбом посвященные новорожденной дочери Факкинетти), автором музыки и становится не только Робе, Доди пишет музыку и исполняет «Via lei, via io, Io in una storia».
В 1973 году Доди компонует на фортепиано мелодию песни «Lei e lei», исполненной позднее Роби, и «La locanda». Его голосу отдает предпочтение продюсер Джанкарло Лукарьелло для презентации группы на сорокапятки «Io e te per altri giorni» и «Infiniti Noi», кроме того, в сюите «Parsifal», где Доди раскрывает ещё и свой технический потенциал гитариста.
В последующие годы пишет такие песни как «Orient Express», «Wild Track» (до сих пор единственная композиция группы, написана непосредственно на английском), «Peter Jr.» (с текстом Стефано Д'Орацио). Как вокалист, с 1976 года стоит рядом с Роби Факкинетти, который, кроме того что пишет большую часть песен группы, выполняет самые успешные синглы.